# Zonsverduistering van 21 april 2088

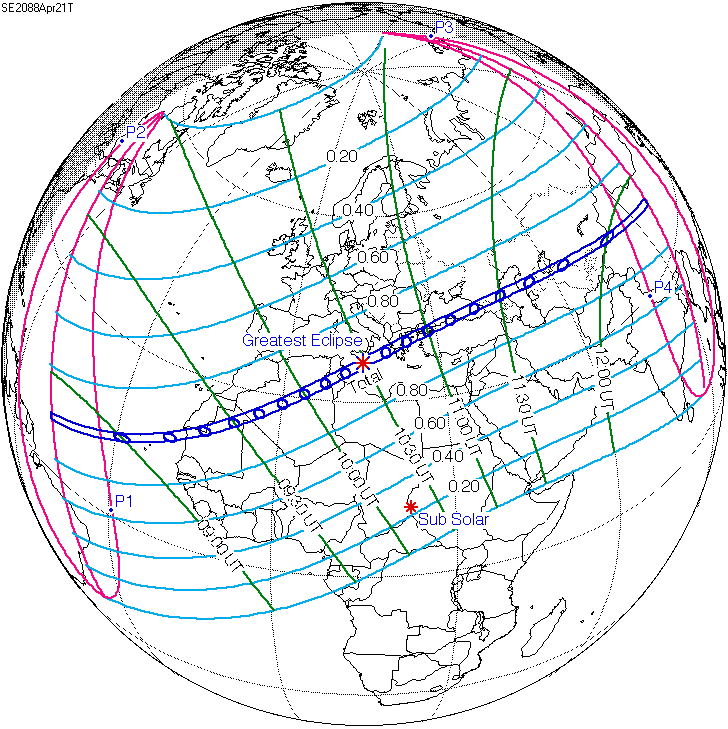
De zonsverduistering is te zien tussen de blauwe lijnen.

De totale zonsverduistering van 21 april 2088 trekt veel over zee, maar is achtereenvolgens te zien in deze zeventien landen: Kaapverdië, Mauritanië, Westelijke Sahara, Mali, Algerije, Tunesië, Malta, Italië, Griekenland, Turkije, Georgië, Rusland, Kazachstan, Oezbekistan, Turkmenistan, Kirgizië en China.

## Lengte

### Maximum
Het punt met maximale totaliteit ligt in de Middellandse Zee ten oosten van Malta en ten zuiden van Sicilië op coördinatenpunt 35.9989° Noord / 15.1031° Oost en duurt 3m57,8s.

### Limieten
| Fenomeen                    | Code | Tijdstip UTC |
| --------------------------- | ---- | ------------ |
| Eerste contact bijschaduw   | P1   | 07:53:46.3   |
| Eerste contact kernschaduw  | U1   | 08:52:44.8   |
| Kernschaduw compleet vanaf  | U2   | 08:54:36.2   |
| Bijschaduw compleet vanaf   | P2   | 10:07:57.4   |
| Maximum eclips              | GE   | 10:29:09.7   |
| Bijschaduw compleet t/m     | P3   | 10:50:05.1   |
| Kernschaduw compleet t/m    | U3   | 12:03:32.6   |
| Laatste contact kernschaduw | U4   | 12:05:27.9   |
| Laatste contact bijschaduw  | P4   | 13:04:23.7   |